# Phanoperla pumilio
Phanoperla pumilio är en bäcksländeart som först beskrevs av František Klapálek 1921.  Phanoperla pumilio ingår i släktet Phanoperla och familjen jättebäcksländor. Inga underarter finns listade i Catalogue of Life.